# 비자명한 영점
비자명한 영점（非自明 零點(非自明한 零點), nontrivial zero）은 리만 제타 함수 {\displaystyle \zeta (s)}가 0이 되는 복소수 {\displaystyle s} 중에서, 이른바 '자명하지 않은' 해를 말한다. 리만 제타 함수는 {\displaystyle \mathrm {Re} (s)>1}에서 수렴하는 급수 정의를 가지며, 해석적 계속을 통해 {\displaystyle \mathbb {C} \setminus \{1\}} 전역으로 확장된다.

## 자명한 영점과의 구별
리만 제타 함수는 음의 짝수 {\displaystyle s=-2,-4,-6,\dots }에서 0이 되는데, 이러한 해는 감마 함수 및 함수방정식에 의해 구조적으로 발생하며, 이를 자명한 영점（自明한 零點）이라 한다.
반면, {\displaystyle 0<\mathrm {Re} (s)<1} 영역에 존재하는 영점은 비자명한 영점으로 불리며, 리만가설은 이들이 모두 임계선 {\displaystyle \mathrm {Re} (s)={\tfrac {1}{2}}} 위에 놓인다는 명제를 주장한다.

## 수학적 정의
비자명한 영점은 {\displaystyle \zeta (s)=0}이고 {\displaystyle s\notin \{-2,-4,-6,\dots \}}인 {\displaystyle s\in \mathbb {C} }로 정의된다.

## 통계적 성질
- 비자명한 영점은 복소수 평면 상의 임계대(critical strip) {\displaystyle 0<\mathrm {Re} (s)<1} 내에 위치한다.
- 리만가설은 이들이 모두 {\displaystyle \mathrm {Re} (s)={\tfrac {1}{2}}}에 존재함을 주장한다.
- 몽고메리의 짝수간격 추측과 무작위 행렬 이론은 영점 사이 간격의 통계가 양자 혼돈 이론의 에너지 준위 분포와 유사함을 보여준다.

## 관련 어휘
- 리만 제타 함수
- 자명한 영점
- 리만가설
- 해석적 수론
- 무작위 행렬 이론

## 참고 문헌
- E. C. Titchmarsh (1986). 《The Theory of the Riemann Zeta-function》. Oxford University Press.
- Harold M. Edwards (1974). 《Riemann's Zeta Function》. Dover Publications.